# Princesse Caraboo
Ne doit pas être confondu avec Princesse Caraboo (film).
Mary Baker (née Willcocks), née le 11 novembre 1792 à Witheridge, Devonshire, (Royaume-Uni) et morte le 24 décembre 1864 à Bristol, (Royaume-Uni) est une domestique et aventurière britannique qui s'est fait passer pour une princesse nommée Caraboo originaire d'un royaume insulaire lointain. 
Son stratagème a trompé les membres de la haute société d'une ville britannique durant quelques mois avant qu'elle soit démasquée par une de ses anciennes employeuses.

## Biographie

### Jeunesse
Mary Willcocks nait le 11 novembre 1792 à Witheridge dans le Devonshire. Elle est la fille du cordonnier du village et exerce la profession de domestique dans diverses maisons bourgeoises et manoirs du Devonshire. Fatiguée de cette vie de domestique au service des autres, elle va se lancer dans une audacieuse imposture.

### Imposture
La prétendue princesse Caraboo apparait dans les rues du village d'Almondsbury dans le Gloucestershire, près de Bristol, le soir du 3 avril 1817, portant robe rose et turban noir, avec un petit paquet de possessions. La jeune femme semble épuisée et affamée et s'exprime dans une langue que n'entend aucun habitant du village. Le magistrat du Gloucestershire, Samuel Worrall, devant qui on l'amène, est perplexe mais décide cependant de la placer dans un hospice pour indigents. Un dénommé Manuel Enesso parvient à converser avec elle et explique qu'elle vient d'un pays très lointain après avoir vécu d'extraordinaires aventures. L'épouse du magistrat semble fascinée par ce personnage très original, qui fait de son mieux pour afficher une origine exotique et feint d'ignorer les mœurs anglaises, et lui propose alors un hébergement plus convenable.
La prétendue princesse joue avantageusement son rôle de Caraboo et s'installe à Knole Park, le manoir des Worrall, où elle devient la coqueluche de la bonne société locale qui accourt pour la voir. Elle danse, joue du tambourin ou du gong, grimpe aux arbres tout en refusant la viande, l’alcool et préférant le riz au pain. Afin de convaincre un peu plus ses admirateurs, elle se déclare originaire de l'île imaginaire de « Javasu », invoque « Allah Tallah » et jeûne chaque mardi.
Elle aurait pu continuer à tromper très longtemps toute cette société si une certaine Mrs Neale n'avait pas reconnu dans la mystérieuse princesse (d’après les gravures parues dans les journaux) une ancienne domestique de son hôtel de Bristol. Caraboo est alors démasquée et reconnait être Mary Willcocks, âgée d’environ 25 ans.

### Vie après la révélation de l'imposture
Selon une légende, elle aurait rencontré Napoléon à Sainte-Hélène en 1817 en faisant route pour l'Amérique. Elle aurait cependant réellement fait des représentations sur la scène du Washington Hall de Philadelphie pour raconter son imposture.
Elle est probablement rentrée en Angleterre vers 1824, où elle a joué son propre rôle de princesse Caraboo au théâtre de New Bond Street, à Londres, puis à Bristol et à Bath mais sans grand succès. Elle voyage ensuite en France et en Espagne mais retourne en Angleterre pour se marier et s'installer à Bristol, donnant naissance à une fille en 1829. Elle vend des sangsues au Bristol Infirmary Hospital, jusqu'à sa mort en 1864, âgée de 75 ans, probablement d'une crise cardiaque. Elle est enterrée au Hebron Road Burial Ground, à Bristol.

### Dans la culture populaire

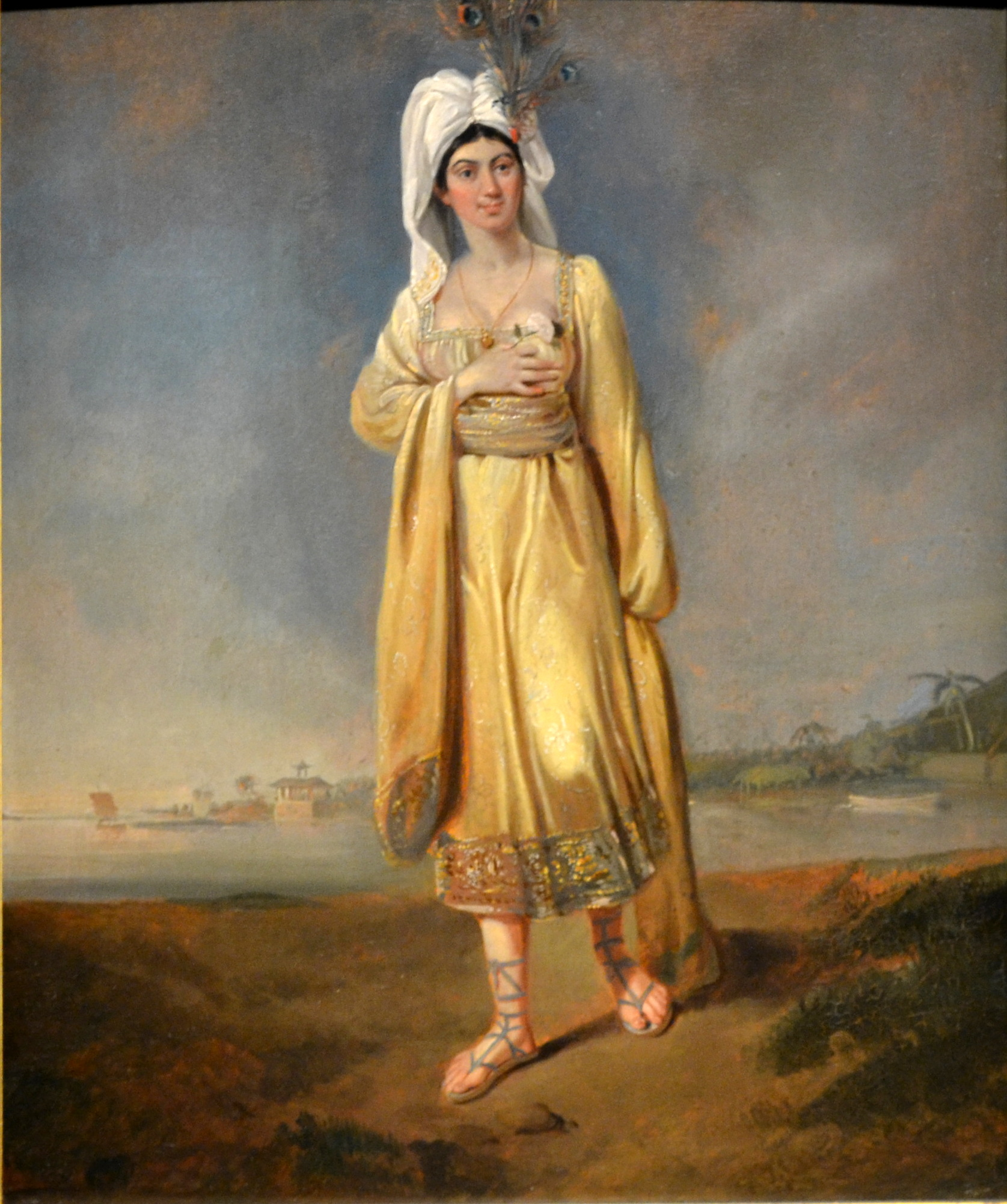
La princesse Caraboo « de Javasu » par Edward Bird.

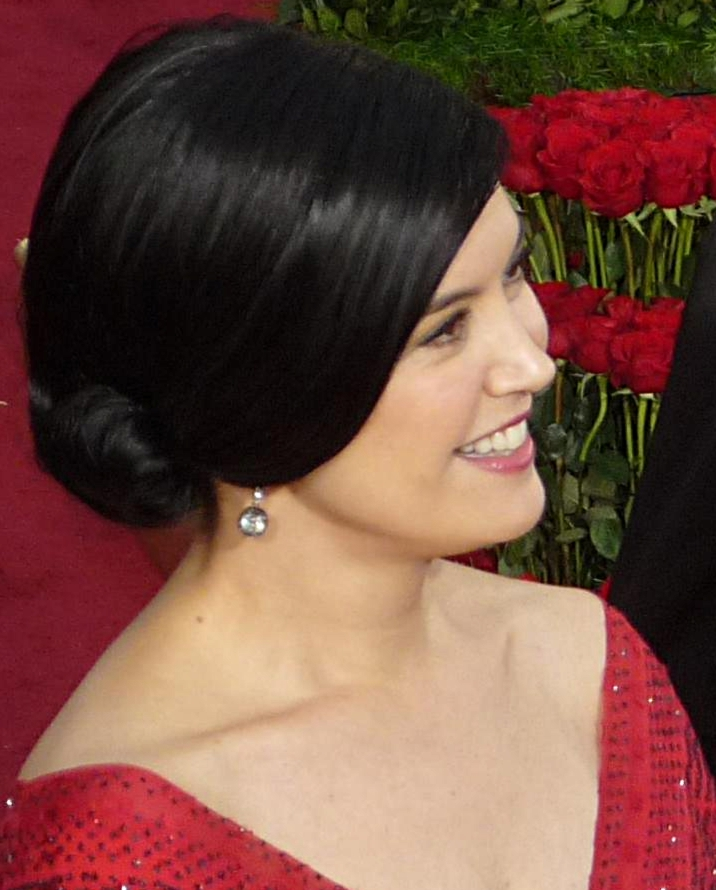
L'actrice Phoebe Cates interprète la princesse Caraboo dans un film de 1994.

#### Dans la peinture
Edward Bird, artiste peintre de genre de nationalité britannique, peintre de la princesse Charlotte, est l'auteur d'un tableau représentant la princesse Caraboo, datant de 1817. Celui-ci est exposé au Bristol City Museum and Art Gallery.

#### Dans la sculpture
Une statue de Mary Baker a été édifiée dans le cimetière d'Hébron à Bedminster (Bristol) où se situe également la tombe de la fausse princesse. Elle a été réalisée par le sculpteur GUTS (Getting Up To Stuff) dans le cadre d'une série de sculptures et de statues de femmes de Bristol,.

#### Dans la littérature
The Curious Tale of the Lady Caraboo  (ISBN 978-0552557634) est un roman en langue anglaise de l'auteur britannique Catherine Johnson (en), édité à Londres par Corgi Books en 2015 qui reprend le déroulement de l'imposture.

#### Dans la bande dessinée
Princesse Caraboo est un album de bande dessinée écrit en française de Julia Bax (dessin) et d'Antoine Ozanam (scénario) parue chez l'éditeur Le Lombard en 2016 et qui reprend également sur 64 planches en couleur l'aventure de Mary Baker-Wilcocks.

#### Au cinéma
Princesse Caraboo (Princess Caraboo) est un film de comédie dramatique historique américain de 1994, réalisé par Michael Austin et écrit par Michael Austin et John Wells. Phoebe Cates y interprète le rôle de la fausse princesse.